# Aéroport international d'Irkoutsk
Pour les articles homonymes, voir IKT.
L'aéroport international d'Irkoutsk (Международный Аэропорт Иркутск) (code IATA : IKT • code OACI : UIII) est un aéroport desservant la ville d'Irkoutsk, Russie, à 60 kilomètres du Lac Baïkal.
De par sa proximité avec les réservoirs de Bratsk et d'Irkoutsk, l'aéroport subit parfois un intense brouillard. Lorsque l'aéroport est fermé, les aéroports de Bratsk, Ulan-Oude, Irkoutsk Northwest (en) ainsi que la base aérienne de Belaya servent d'aéroports de dégagement.

## Histoire
- Le 24 juin 1925 est considéré comme la date de naissance de l'aéroport d'Irkoutsk. 6 avions - participants de la grande route Moscou — Irkoutsk — Ulan-Bator — Pékin arrivent à Irkoutsk ce jour-là.

## Situation

### Carte des aéroports russes
| \| 50 km1:1 791 000 \| Koursk Abakan Anapa Pskov Arkhangelsk Astrakhan Barnaoul Belgorod Blagoveshchensk Bratsk Grozny Guelendjik Iakoutsk Iékaterinbourg Ijevsk Ioujno-Sakhalinsk Irkoutsk Kaliningrad Kazan Kemerovo Khabarovsk Khanty-Mansiïsk Krasnodar Krasnoïarsk Magadan Magnitogorsk Makhachkala Mineralnye Vody Mirny Moscou · SVO Moscou · DME Moscou-VKO Mourmansk Narian-Mar Nijnekamsk Nijnevartovsk Nijni Novgorod Noïabrsk Alykel Novokouznetsk Novossibirsk Novy Ourengoï Omsk Orenbourg Oufa Oulan-Oude Oulianovsk Perm Petropavlovsk-Kamtchatski Rostov · sur-le-Don Sabetta Saint-Pétersbourg Salekhard Samara Saratov Simferopol Sotchi Sourgout Stavropol Kyzyl Syktyvkar Tcheliabinsk Tchita Tioumen Tomsk Vladivostok Volgograd Voronej |
| 50 km1:1 791 000 |

## Statistiques
Pour des raisons techniques, il est temporairement impossible d'afficher le graphique qui aurait dû être présenté ici.

Voir la requête brute et les sources sur Wikidata.

## Compagnies aériennes et destinations

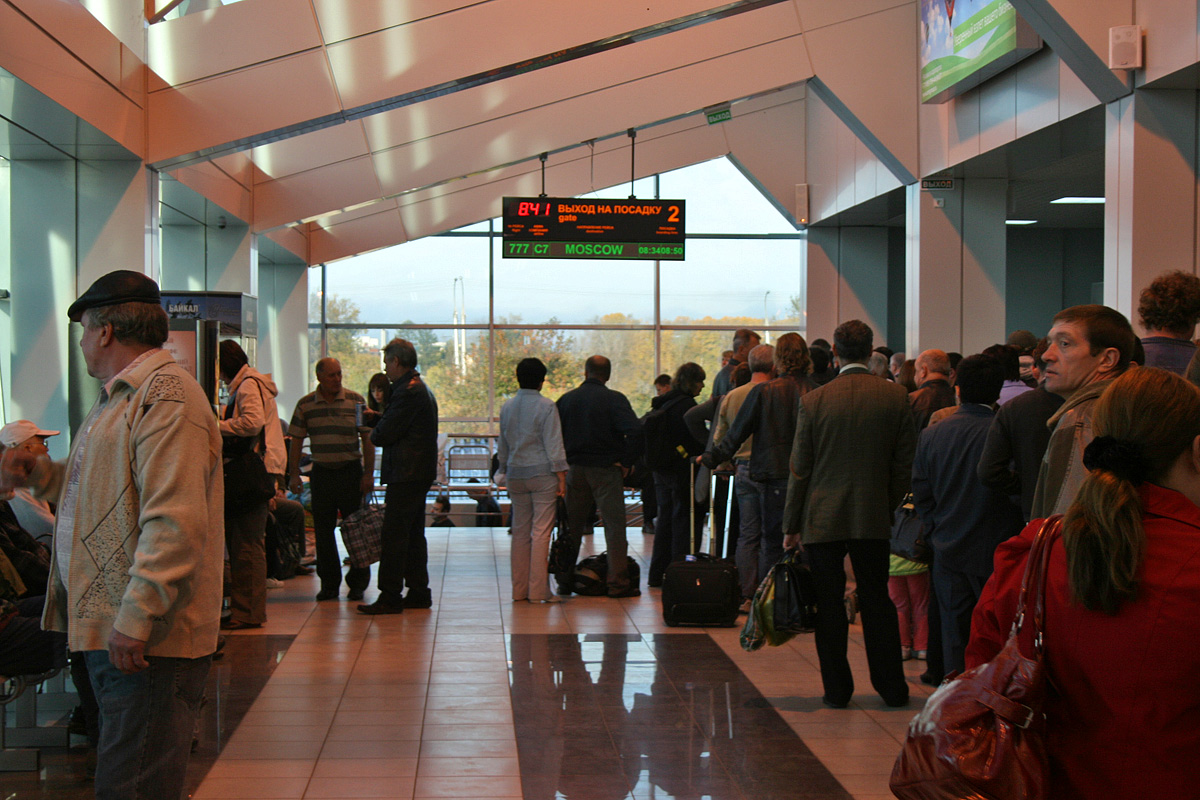
Gate in the International Airport Irkutsk.

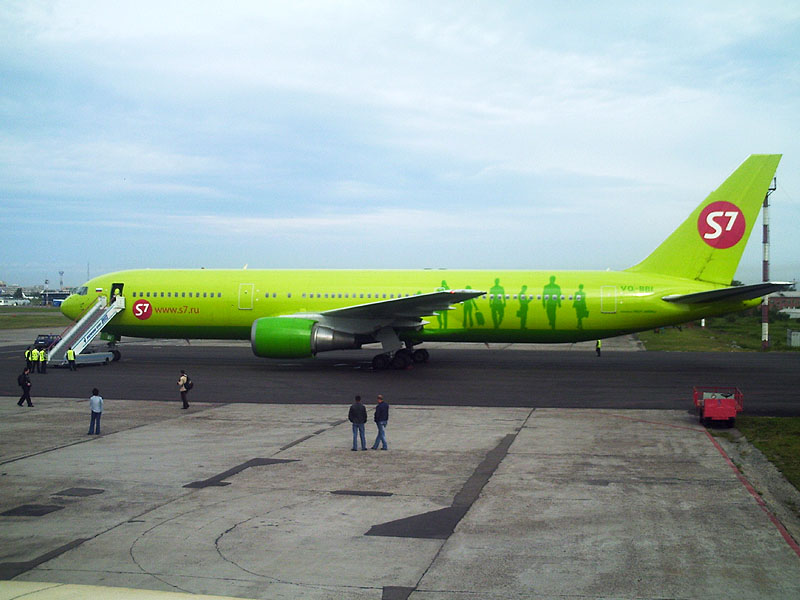
Boeing 767-300ER de S7 Airlines.

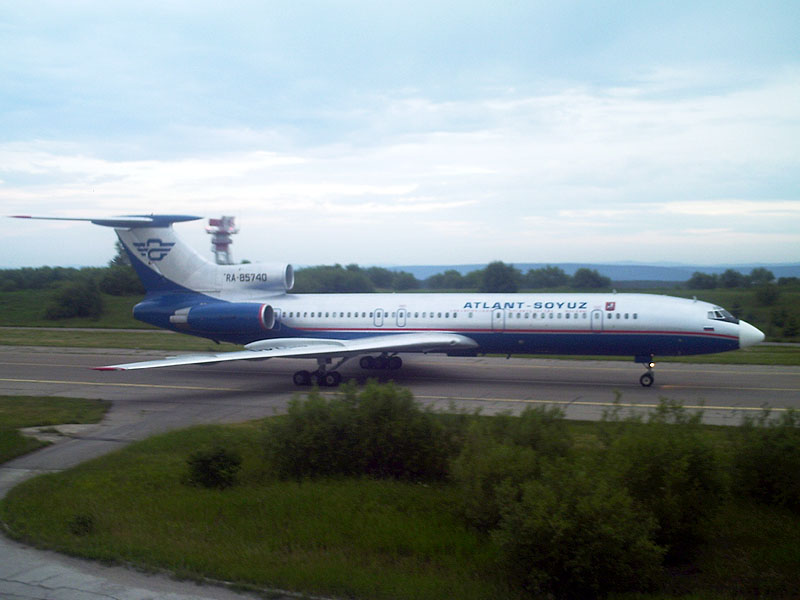
Tupolev Tu-154M d'Atlant-Soyuz Airlines.

### Passagers
| Compagnies                  | Destinations |
| --------------------------- | --- |
| Aero Mongolia               | Oulan Bator-Buyant Ukhaa |
| Aeroflot                    | Khabarovsk, Moscou Chérémétiévo |
| Alrosa Mirny Air Enterprise | Lensk (en), Mirny, Polyarny (en) |
| Angara Airlines             | - Bodaïbo (en), - Bratsk, - Tchita (Kadala) (en), - Erbogachen (en), - Khabarovsk, - Kansas City (Metropolitan Area), - Krasnoïarsk-Iémélianovo, - Mama (en), - Mirny, - Novossibirsk-Tolmatchevo, - Oliokminsk (en), - Polyarny (en), - Talakan (en), - Oulan Bator-Buyant Ukhaa, - Oust-Kout (en), - Vladivostok, - Iakoutsk En saison :Sotchi-Adler                                                        |
| Avia Traffic Company        | Bichkek Manas, Och |
| China Southern Airlines     | Shenyang En saison : Harbin Taiping |
| Hainan Airlines             | Pékin-Capitale |
| IrAero                      | - Barnaoul, - Blagovechtchensk-Ignatiévo, - Bodaïbo (en), - Bratsk, - Tchita (Kadala) (en), - Harbin Taiping, - Khabarovsk, - Krasnoïarsk-Iémélianovo, - Lensk (en), - Magadan-Sokol (en), - Manzhouli, - Moscou-Domodédovo, - Nijnevartovsk (en), - Novossibirsk-Tolmatchevo, - Omsk, - Shenyang, - Saint-Pétersbourg-Poulkovo, - Tachkent, - Baïkal-Oulan Oude, - Oust-Kout (en), - Vladivostok, - Iakoutsk |
| Juneyao Airlines            | En saison : Shanghai-Pudong |
| Korean Air                  | En saison : Séoul-Incheon |
| Lucky Air                   | Chengdu-Shuangliu |
| NordStar                    | Kyzyl, Novossibirsk-Tolmatchevo |
| Polar Airlines              | Lensk (en) |
| S7 Airlines                 | - Bangkok-Suvarnabhumi, - Pékin-Capitale, - Bratsk, - Canton-Baiyun, - Hong Kong, - Krasnoïarsk-Iémélianovo, - Magadan-Sokol (en), - Moscou-Domodédovo, - Cam Ranh, - Novossibirsk-Tolmatchevo, - Phuket, - Saint-Pétersbourg-Poulkovo, - Sanya-Phénix, - Séoul-Incheon, - Talakan (en),, Tokyo-Narita, - Baïkal-Oulan Oude, - Vladivostok                                                                    |
| SiLA                        | Baïkal-Oulan Oude |
| Smartavia                   | Moscou-Domodédovo |
| Somon Air                   | Douchanbé |
| Tianjin Airlines            | Erenhot Saiwusu En saison : Baotou-Donghe, Chongqing-Jiangbei |
| Ural Airlines               | Bangkok-Suvarnabhumi, Changchun, Harbin Taiping, Khabarovsk, Moscou-Domodédovo, Ordos Ejin Horo, Vladivostok, Iékaterinbourg-Koltsovo |
| Urumqi Air                  | Ürümqi-Diwopu |
| Utair                       | Krasnoïarsk-Iémélianovo, Sourgout, Tomsk-Bogachevo |
| Uzbekistan Airways          | Tachkent |
| Yakutia Airlines            | Tchita (Kadala) (en), Nerioungri-Tchoulman, Tachkent, Iakoutsk |
| Yamal Airlines              | Krasnoïarsk-Iémélianovo |

Édité le 04/05/2019

### Cargo
| Compagnies            | Destinations |
| --------------------- | ------------ |
| China Postal Airlines | charters     |
| Volga-Dnepr           | charters     |